# Grevenau
Die Grevenau ist ein linksseitiger Nebenfluss der Alster in Hamburg, auf der Grenze zwischen Poppenbüttel und Wellingsbüttel. Er durchfließt das gleichnamige Gehölz Grevenau, das mit einer Ausdehnung von 37,4 ha (68 Tonnen) zum Gut Wellingsbüttel mit einer Größe von 120,45 ha (219 Tonnen) gehörte. Das Poppenbütteler Gehölz Grevenau hat eine Ausdehnung von 4,95 ha (9 Tonnen).
Mit dem Tod von Heinrich Friedrich Kirsten im Jahr 1924, dem letzten Besitzer des Gutes Wellingsbüttel, überließen seine Erben die „Grevenau und einen Gehölzabhang“ der Landgemeinde Wellingsbüttel.
Auf einer Karte von Poppenbüttel aus dem Jahre 1804 ist der Bach verzeichnet, der das Gehölz Grevenau durchfließt.
Nach dem Gehölz bzw. dem Bach, der heute nur noch ein Rinnsal ist, wurden die – rechtsseitig der Alster befindliche – Straße Grevenau und die ca. 200 m flussaufwärts liegende Grevenaubrücke benannt.

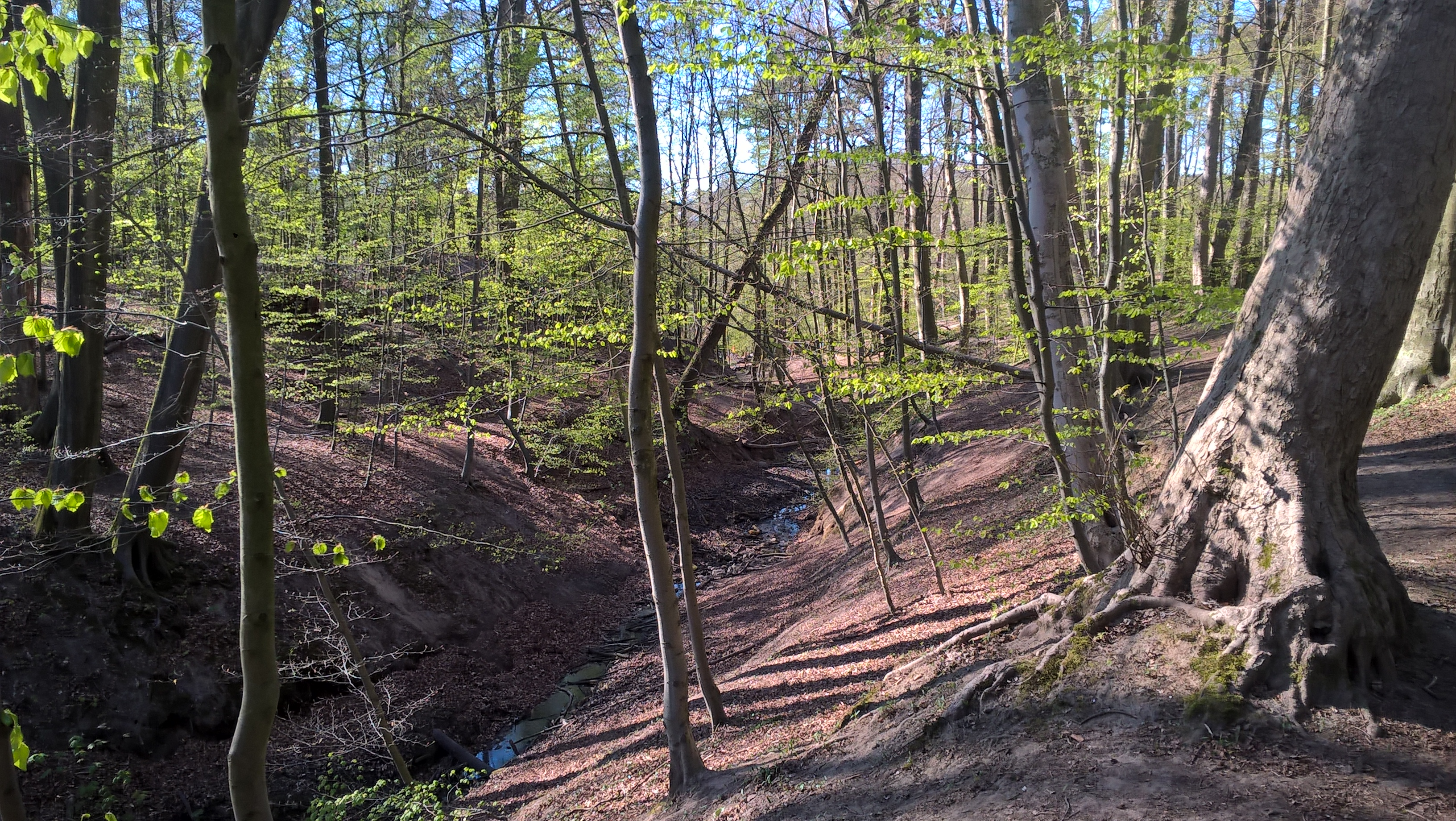
Grevenau, Blick in Richtung Einmündung in die Alster
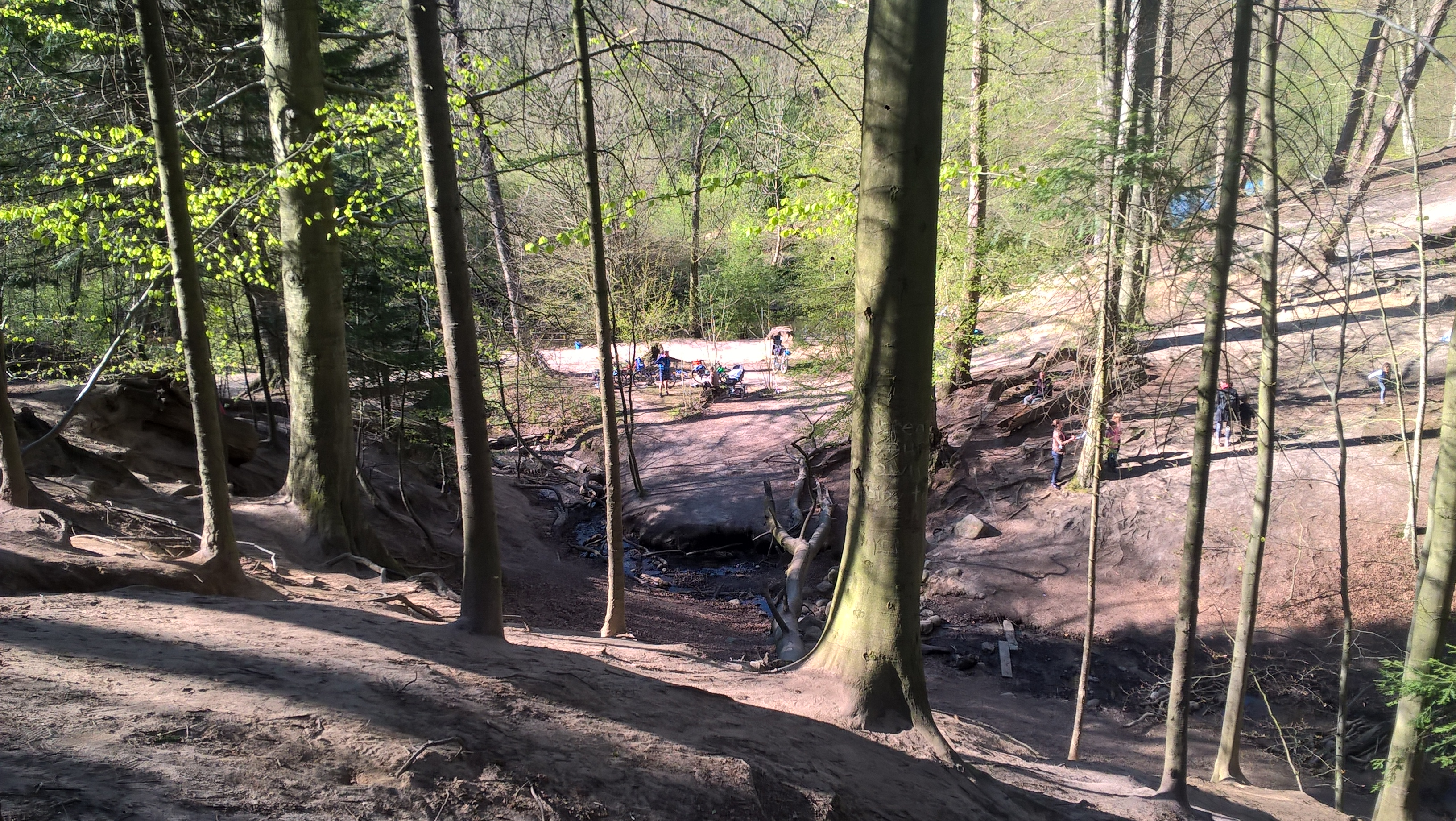
Grevenau, an der Einmündung in die Alster